# 包珊
包珊（？年—？年），锦衣卫籍浙江山阴县人。明朝政治人物。

## 生平
嘉靖四年（1525年）乙酉科順天府鄉試舉人，五年（1526年）联捷丙戌科第三甲第十七名進士，官至行人司行人。